# Marcelino Bernal
Marcelino Bernal (7 de maig de 1962) és un exfutbolista mexicà.

## Selecció de Mèxic
Va formar part de l'equip mexicà a la Copa del Món de 1994.